# 三重県道140号四日市菰野大安線
三重県道140号四日市菰野大安線（みえけんどう140ごう よっかいちこものだいあんせん）は、三重県四日市市からいなべ市に至る一般県道である。

## 概要
四日市市波木町からいなべ市大安町丹生川久下に至る。
四日市市、三重郡菰野町、いなべ市（旧大安町）を南北に結ぶ道路である。三重郡菰野町では、国道306号と並行して走るが、工業団地地帯を走るため比較的大型車の往来が多い。地元では「ミルクロード」あるいは「ミルク道路」と呼ばれている。
1986年（昭和61年）の開通当時は農道で、沿線には牧場が点在し牛乳の運搬が行われていた。このためミルクロードの名がある。基幹的な農道として整備された広域農道であったが、現在は県道として管理されている。

### 路線データ
- 起点：四日市市波木町[2]（波木町西交差点、三重県道8号四日市鈴鹿環状線・三重県道44号宮妻峡線交点）
- 終点：いなべ市大安町丹生川[2]久下（大久保交差点、国道365号交点）
- 総延長：21.9 km[2]。

## 道路施設

### 別名
- ミルクロード[2]（四日市市・三重郡菰野町・いなべ市）

### 重複区間
- 三重県道632号水沢本町采女線（四日市市山田町・山田町東交差点 - 四日市市六名町・六名町北交差点）

### 道路施設

#### 橋梁
- 登里橋（足見川、四日市市）
- 山田橋（鎌谷川、四日市市）
- 鎌谷橋（鎌谷川、四日市市）
- 西山橋（足見川、四日市市）
- 桜西橋（矢合川、四日市市）
- 川宿野橋（金渓川、三重郡菰野町）
- 新吉沢橋（三滝川、三重郡菰野町）
- 上村橋（竹谷川、三重郡菰野町）
- 新八風橋（朝明川・田光川、三重郡菰野町）
- 鍋坂大橋（宇賀川、いなべ市）
- 経塚橋（源太川、いなべ市）

## 地理

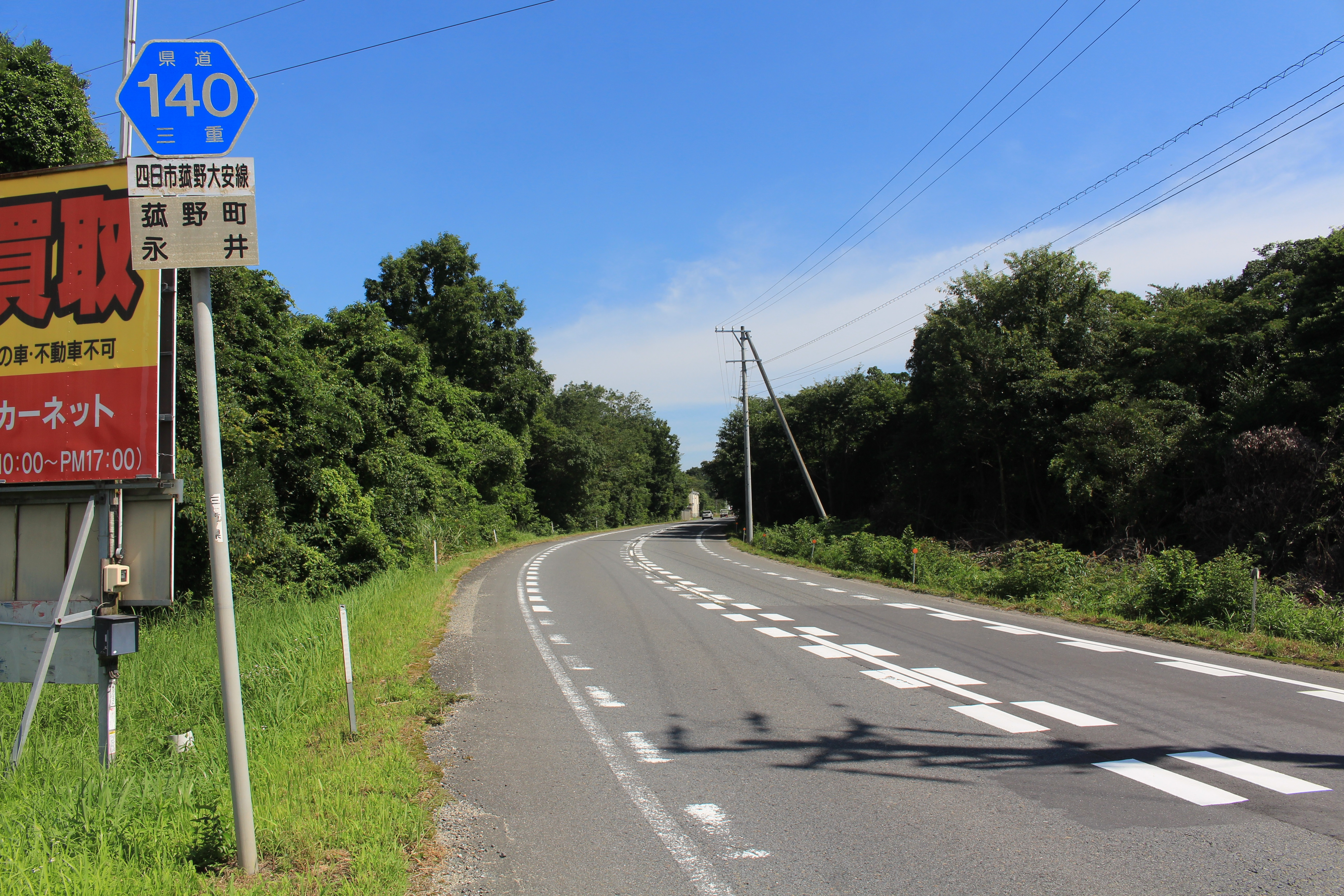
三重県道140号四日市菰野大安線
三重郡菰野町大字永井

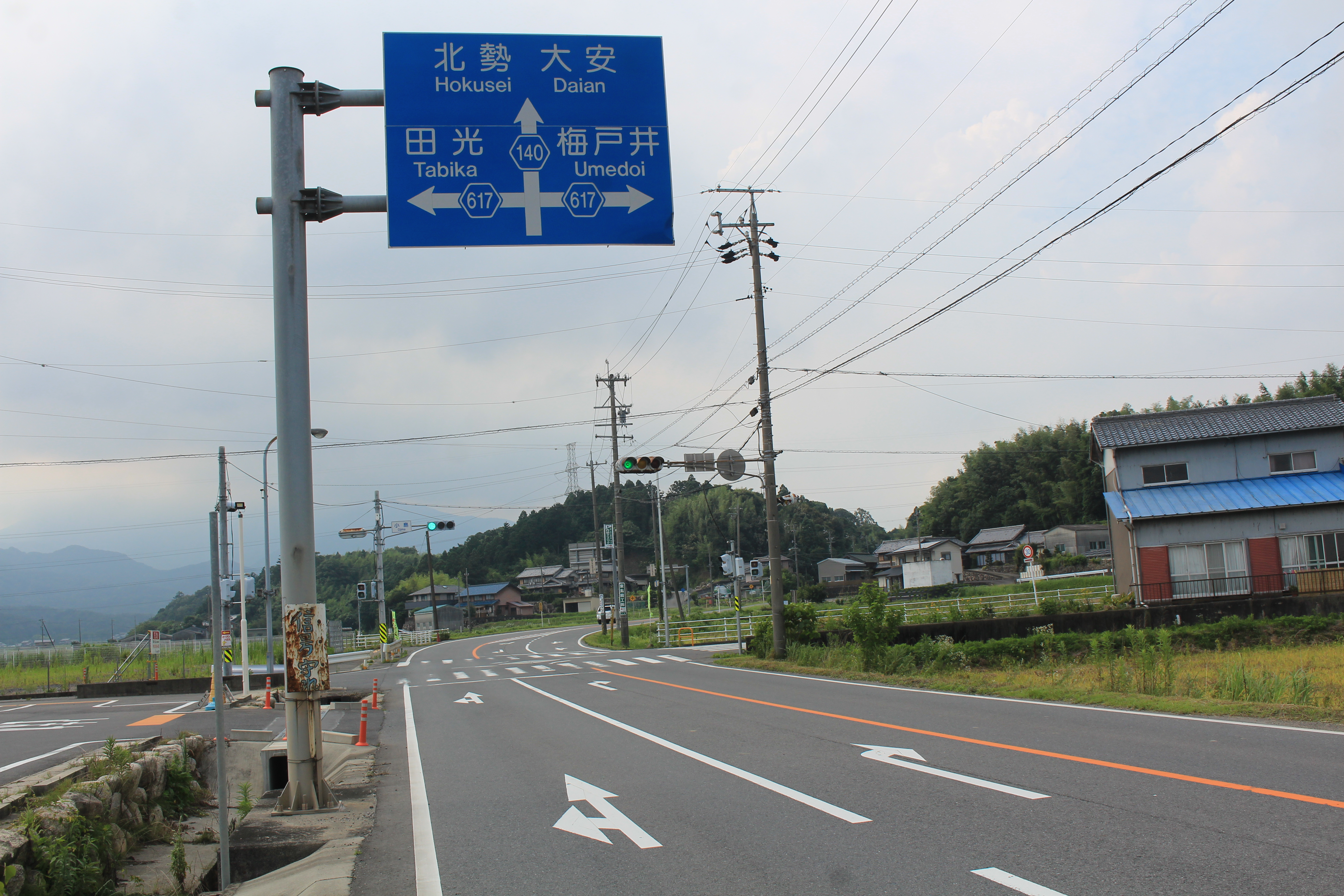
三重県道617号田光梅戸井停車場線との小島交差点
三重郡菰野町大字小島

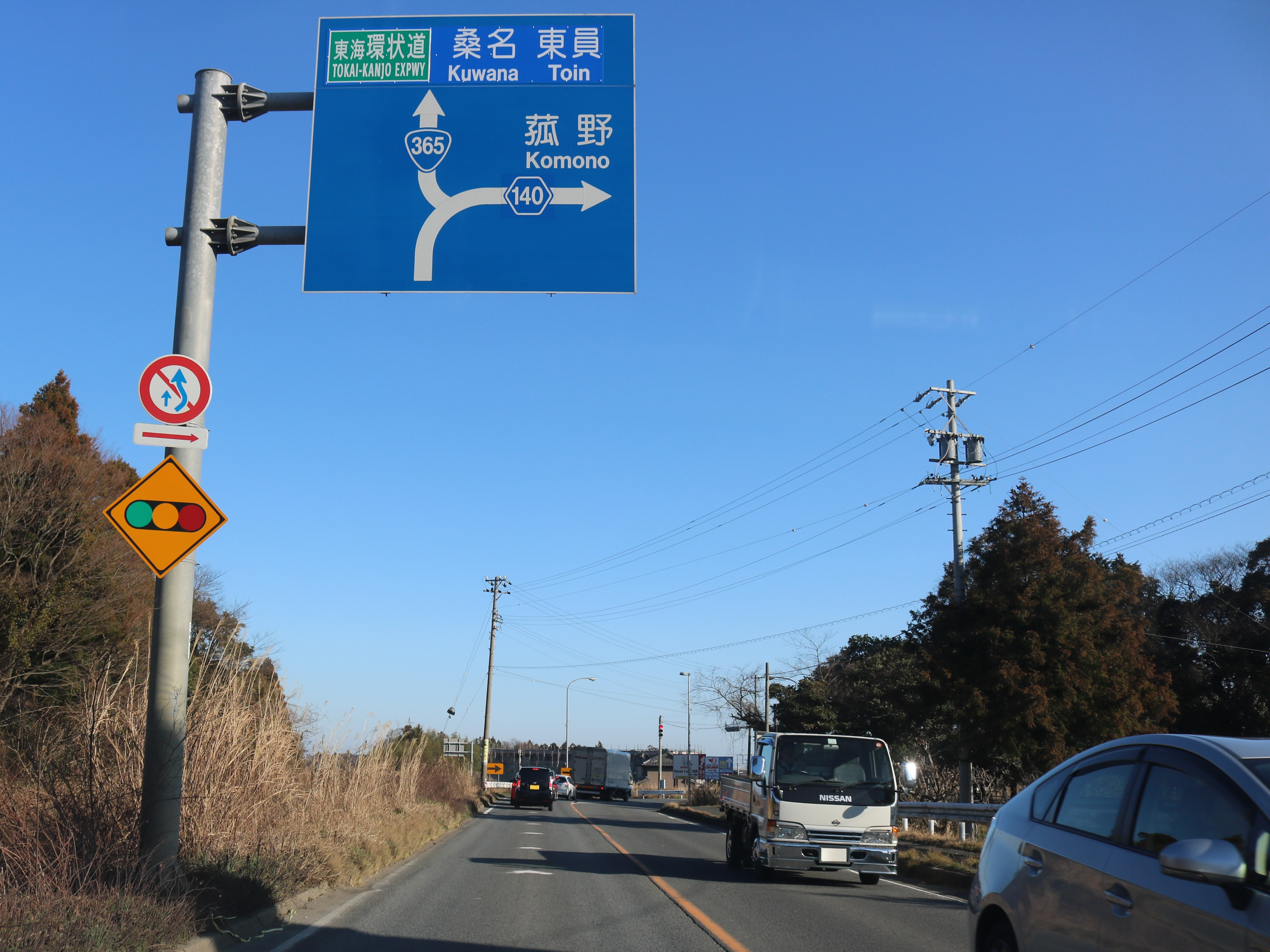
終点となる国道365号との「大久保」交差点
いなべ市大安町丹生川久下

### 通過する自治体
- 三重県
  - 四日市市 - 三重郡菰野町 - いなべ市

### 交差する道路
| 交差する道路                                                                  | 市町村名 | 市町村名 | 交差する場所             | 交差する場所          |
| ----------------------------------------------------------------------------- | -------- | -------- | ------------------------ | --------------------- |
| 三重県道8号四日市鈴鹿環状線 三重県道44号宮妻峡線 三重県道630号川島貝家線 重複 | 四日市市 | 四日市市 | 波木町                   | 波木町西交差点 / 起点 |
| 三重県道632号水沢本町采女線 重複区間起点                                      | 四日市市 | 四日市市 | 山田町                   | 山田町東交差点        |
| 三重県道634号小林鹿間線                                                       | 四日市市 | 四日市市 | 山田町                   | 山田町交差点          |
| 北勢南部広域農道 / フラワーロード                                             | 四日市市 | 四日市市 | 六名町                   | 六名町南交差点        |
| 三重県道632号水沢本町采女線 重複区間終点                                      | 四日市市 | 四日市市 | 六名町                   | 六名町北交差点        |
| 三重県道44号宮妻峡線                                                          | 四日市市 | 四日市市 | 西山町                   | 西山町北交差点        |
| 三重県道753号平尾茶屋町線                                                     | 四日市市 | 四日市市 | 桜町                     | 北野橋東交差点        |
| 国道477号                                                                     | 三重郡   | 菰野町   | 大字宿野                 | 宿野交差点            |
| 三重県道14号菰野東員線                                                        | 三重郡   | 菰野町   | 大字福村                 |                       |
| 国道477号 / 四日市インターアクセス道路                                        | 三重郡   | 菰野町   | 大字大強原（おおごはら） | [ 注釈 1 ]            |
| 三重県道624号千草赤水線                                                       | 三重郡   | 菰野町   | 大字大強原               | 上村橋北詰交差点      |
| 三重県道616号田光四日市線                                                     | 三重郡   | 菰野町   | 大字大強原               | 大強原交差点          |
| 三重県道620号平津菰野線                                                       | 三重郡   | 菰野町   | 大字大強原               |                       |
| 三重県道621号永井保々停車場線 三重県道626号千草永井線                         | 三重郡   | 菰野町   | 大字永井                 | 北鴨塚交差点          |
| 三重県道617号田光梅戸井停車場線                                               | 三重郡   | 菰野町   | 大字小島（おじま）       | 小島交差点            |
| 三重県道3号桑名大安線                                                         | 三重郡   | 菰野町   | 大字田口新田             | 田口新田交差点        |
| 国道421号                                                                     | いなべ市 | いなべ市 | 大安町石榑（いしぐれ）東 | 石榑下交差点          |
| 国道365号                                                                     | いなべ市 | いなべ市 | 大安町丹生川久下         | 大久保交差点 / 終点   |

### 交差する鉄道
- 近鉄湯の山線
- 三岐鉄道三岐線

### 沿線
- 四日市市立桜中学校
- イオンタウン菰野
- 四日市西警察署
- 竹永郵便局
- 両ヶ池